# 五島盛成
五島 盛成（ごとう もりあきら）は、肥前国福江藩10代藩主。五島家30代当主、正五位・子爵。

## 生涯
文化13年（1816年）4月8日、第9代藩主・五島盛繁の長男として生まれる。生母が側室だったため、文化15年（1818年）2月10日に正室の養子となり、文政3年（1820年）2月14日に世子に指名された。文政12年（1829年）12月24日に父が隠居したため、家督を継いだ。漢詩・和歌・俳句に造詣が深く、別荘として「嘯月園」や「不老庵」を設けて曲水の宴を催すほどの教養人でもあった。
弘化3年（1846年）から家臣の禄高改正など、人事改革を推し進めた。幕末期に入ると、もともと外国船などで海防問題が高まっていたことから攘夷思想が高まっており、嘉永2年（1849年）、幕府より国防強化のために石田城築城の許可を受けて、文久3年（1863年）に完成した。
安政5年（1858年）1月21日、三男・盛徳に家督を譲って隠居し、二の丸に隠殿を造立し、心字ヶ池を中心とする林泉式庭園を併設した。現在、この石田城五島氏庭園は、国指定名勝となっている。しかし、盛徳が病弱だったため、事実上の執政者としてなおも実権を握った。明治13年（1880年）には正五位に叙せられた。
明治23年（1890年）4月16日に卒去した。享年75。玄孫に五島高資がいる。

## 系譜
父母
- 五島盛繁（父）
- 登勢 ー 木村氏、側室（母）
- 磯子 ー 松平直恒の娘（養母）

正室
- 松平信行の娘

側室
- 艶子 ー 牧田氏
- 清子
- 喜和
- 千代 ー 田口氏
- 古登 ー 井上氏

子女
- 五島盛徳（三男）生母は艶子（側室）
- 五島次郎吉、生母は古登（側室）
- 五島祥作、生母は千代（側室）
- 五島万五郎、生母は喜和（側室）
- 内田正道正室後に堀田正誠継室
- 朝子（四女） ー 阿部正恒正室、生母は古登（側室）

養女
- 昌子 ー 本多忠鄰正室、五島盛繁の娘